# Grafit kłaczkowy
Grafit kłaczkowy (węgiel żarzenia) - jedna z form wydzieleń grafitu w żeliwie szarym. Powstaje wskutek rozkładu cementytu w procesie wyżarzania grafityzującego żeliwa białego. Wydzielenia grafitu kłaczkowego są skupione przez co w niewielkim stopniu wpływają na osłabienie przekroju użytecznego żeliwa i nie powodują dużej koncentracji naprężeń.